# Pteris purpureorachis
Pteris purpureorachis är en kantbräkenväxtart som beskrevs av Edwin Bingham Copeland. Pteris purpureorachis ingår i släktet Pteris och familjen Pteridaceae. Inga underarter finns listade.